# Rosinaldo Lopes
Rosinaldo Lopes de Souza más conocido como Rosinaldo Lopes o también como Rosinaldo (Salvador, 7 de septiembre de 1968) es un exfutbolista brasileño. Jugaba de delantero y jugó en diversos equipos de Sudamérica y Europa.

## Clubes
| Club               | País      | Año         | PJ (G) |
| ------------------ | --------- | ----------- | ------ |
| Remo               | Brasil    | 1986 - 1987 | 11 (2) |
| Vitória            | Brasil    | 1987 - 1989 | 21 (7) |
| Alianza Lima       | Perú      | 1990 - 1992 | ? (37) |
| Defensor Lima      | Perú      | 1993        | ? (2)  |
| VfB Mödling        | Austria   | 1993 - 1994 | 13 (0) |
| Olimpija Ljubljana | Eslovenia | 1994 - 1995 | ? (?)  |
| AC Ajaccio         | Francia   | 1995 - 1996 | ? (?)  |
| Alcides Vigo       | Perú      | 1997        | ? (10) |
| Sporting Cristal   | Perú      | 1998        | 8 (0)  |
| Shenyang Weishi    | China     | 1998        | ? (?)  |
| Deportivo Pesquero | Perú      | 1999        | 6 (1)  |
| Deportivo Quito    | Ecuador   | 1999        | ? (2)  |
| Shenyang Weishi    | China     | 2000 - 2001 | ? (?)  |